# Station Embrun
Station Embrun is een spoorwegstation in de Franse gemeente Embrun.